# Sin-shumu-lisir
Sin-shumu-lisir fue un general que consiguió durante un breve tiempo, usurpar el trono de Asiria (626 a. C.).
Era uno de los generales predilectos del rey Assur-etil-ilani, de quien recibió diversos privilegios. Sin embargo, traicionó a su señor, pues le privó del trono mientras éste estaba combatiendo a su hermano Sin-shar-ishkun, que pretendía arrebatarle la corona de Babilonia.
Sin embargo, no consiguió mantenerse en el trono sino unos meses, a pesar de que los babilonios le llegaron incluso a reconocer como rey. Sin-shar-ishkun marchó rápidamente hacia Nínive, donde consiguió recuperar el cetro de sus antepasados.
| Predecesor: Assur-etil-ilani | Rey de Asiria 627 a. C. | Sucesor: Sin-shar-ishkun |